# Chorisquilla gyrosa
Chorisquilla gyrosa is een bidsprinkhaankreeftensoort uit de familie van de Protosquillidae. De wetenschappelijke naam van de soort is voor het eerst geldig gepubliceerd in 1923 door Odhner.